# توفان‌یابی
توفان‌یابی (انگلیسی: Storm spotting) یا ردگیری توفان به فعالیتی گفته می‌شود که در آن فرد به دنبال یافتن وضعیت‌های شدید آب و هوایی است و با پایش وضعیت، شکل‌گیری و پیشرفت طوفان‌ها پدیده‌های مرتبط را زیر نظر می‌گیرد. توفان‌یاب‌ها معمولاً فعالانه یافته‌های خود را به دست مقام‌های محلی می‌رسانند.
توفان‌یابی در اوایل دهه ۱۹۴۰ در ایالات متحده آمریکا شکل گرفت. آغاز آن به شکل پروژه مشترکی بود بین ارتش و دفتر هواشناسی تا از این طریق با اعزام نظامیان آموزش‌دیده به محل‌های مختلف، توفان‌ها و صاعقه‌ها را شناسایی کرده و میزان آسیب احتمالی آنها به کارخانه‌های مهمات ارتش را به سنجیده و گزارش کنند.
در خلال سال ۱۹۴۲ یک رشته توفان سنگین مرکز عملیات ارتش در ایالت اکلاهمای آمریکا را درنوردید و پیچند دیگری نیز یک سال بعد بخش‌های از پایگاه نظامی فورت رایلی را در کانزاس نابود کرد. پس از این رخدادها بود که ایجاد شبکه‌های توفان‌یابی در آمریکا رایج شد و تخمین زده می‌شود که در سال ۱۹۴۵ بیش از ۲۰۰ شبکه توفان‌یابی در ایالات متحده فعال بود.